# 後村祐樹
後村 祐樹（のちむら ゆうき、1995年12月6日 - ）は、北海道出身のフットサル選手である。ポジションはゴレイロ 。

## 経歴
北見市立高栄小学校を卒業し、北見市立高栄中学校、宇都宮市立若松原中学校を経て栃木県立壬生高等学校に進学、高校時代は部活動には所属せず、社会人フットサルチームで活動していた。大分退団後はイタリアで活動している。

## 所属クラブ
フットサル
- 2012年-2014年 三栄不動産fc宇都宮
- 2014年-2016年 名古屋オーシャンズサテライト
- 2016年- 2018年バサジィ大分
- 2018年-2019年ローマカルチョ5
- 2019年-ミラノカルチョ5